# Brest (Basse-Saxe)
Pour les articles homonymes, voir Brest (homonymie).
Brest est une commune de Basse-Saxe en Allemagne.

## Géographie

### Quartiers
- Villages faisant partie de la commune: Brest, Reith, Wohlerst.

## Démographie
| 1910 | 1925 | 1933 | 1939 | 2005 | 2010 |
| ---- | ---- | ---- | ---- | ---- | ---- |
| 220  | 275  | 264  | 294  | 829  | 797  |